# ブラッド・デイヴィス (俳優)
ブラッド・デイヴィス（Robert Creel "Brad" Davis, 1949年11月6日 - 1991年9月8日）は、アメリカ合衆国の俳優。代表作は1978年の映画『ミッドナイト・エクスプレス』。

## 幼少期
Robert Creel Davisとしてフロリダ州タラハシーに生まれた。歯科医であった父Eugene Davisはアルコール中毒のために身を落としていた。母は女優のAnne Creelで、彼の兄弟であるジーン・デイヴィス(en)も俳優になった。1987年に掲載されたニューヨーク・タイムズの記事によると、デイヴィスは両親から身体的虐待および性的虐待を受けていた。成人後はアルコール依存になった上に薬物を静脈注射するようになり、この状態は1981年にやめるまで続いた。
若いころはボビーと呼ばれていたが、1973年にブラッドを芸名にした。

## 俳優として
17歳で音楽才能コンテストで勝った後、Theater Atlantaで働き出した。後にニューヨーク市に移り、American Place Theaterで演技を学ぶかたわらアメリカン・アカデミー・オブ・ドラマティック・アーツに通った。
ソープオペラ How to Survive a Marriage で役をもらった後、オフ・ブロードウェイに出演するようになった。1976年には、テレビドラマのミニシリーズ『ルーツ』に出演し、またテレビ映画『Sybil』でサリー・フィールドが演じるキャラクターの恋愛対象を演じた。1985年にはAIDSを題材にしたラリー・クレイマーの演劇 The Normal Heartで主役を務めた。
彼の最も成功した役は『ミッドナイト・エクスプレス』（1978年）の主人公ビリー・ヘイズであり、このためにゴールデングローブ賞新人賞を受賞し、英国アカデミー賞にもノミネートされた。

## 私生活
後にエミー賞を受賞することになるキャスティングディレクター、スーザン・ブルーステインと結婚し、一児アレクサンドラをもうけた。
1985年AIDSであると診断された彼は、1991年9月8日ロサンゼルスで41歳で亡くなることになる直前までそのことを伏せていた。
AIDSが原因で死去したと発表されたが、実際は意図的なオーバードーズによるものだった。病院で激しい苦しみの中死に直面していた彼は、自宅に戻って自らの望む形で命を終わらせることを選択し、妻と家族ぐるみの友人ひとりの付き添いのもと幇助自殺をした。
妻スーザンはAIDS撲滅キャンペーンを続けている。
デイヴィスは『AIDSで他界した最初の異性愛者の俳優』とも言われる。彼の未亡人は本の中で否定しているが、デイヴィスはバイセクシュアルであったとも伝えられている。デイヴィス自身は、自分をバイセクシュアルだと思うかと尋ねられた際、"Didn't someone once say everyone's bisexual, deep down?"（心の深いところでは人間はみなバイセクシュアルだって誰かが言わなかったっけ？）と答えている。

## 出演作品
| 映画       | 映画                                                         | 映画                                   | 映画                                      |
| 公開年     | 作品名                                                       | 役名                                   | 備考                                      |
| ---------- | ------------------------------------------------------------ | -------------------------------------- | ----------------------------------------- |
| 1976       | Song of Myself                                               | Streetcar Conductor                    | 短編映画                                  |
| 1976       | レーシング・ブル Eat My Dust!                                |                                        | クレジットなし                            |
| 1978       | ミッドナイト・エクスプレス Midnight Express                  | ビリー・ヘイズ                         |                                           |
| 1980       | A Small Circle of Friends                                    | Leonardo DaVinci Rizzo                 |                                           |
| 1981       | 炎のランナー Chariots of Fire                                | ジャクソン・ショルツ                   |                                           |
| 1982       | ケレル Querelle                                              | ケレル                                 |                                           |
| 1984       | Terror in the Aisles                                         | Billy Hayes                            | Archival footage                          |
| 1986       | シシリアン・マフィア/血と復讐の詩 Il cugino americano        | Julian Salina                          |                                           |
| 1987       | クロスカウンター/傷だらけのチャンピオン Heart                | エディ                                 | 日本劇場未公開                            |
| 1987       | ロス市警特捜刑事/惨劇のX'masイヴ Cold Steel                  | ジョニー・モディン                     |                                           |
| 1989       | ロザリー・ゴーズ・ショッピング Rosalie Goes Shopping         | Ray "Liebling" Greenspace              |                                           |
| 1991       | ハング・ファイヤー Hangfire                                  | Sheriff Ike Slayton                    | 別題: First Blood Commando 日本劇場未公開 |
| 1992       | ザ・プレイヤー The Player                                    | 本人役                                 | カメオ出演 死後に公開                     |
| テレビ番組 |                                                              |                                        |                                           |
| 放送年     | 作品名                                                       | 役名                                   | 備考                                      |
| 1974       | How to Survive a Marriage                                    | Alexander Kronos                       |                                           |
| 1976       | The American Parade                                          | Thomas Nast                            | ミニシリーズ                              |
| 1976       | Sybil                                                        | Richard J. Loomis                      | NBCのミニシリーズ                         |
| 1976       | The Secret Life of Ol' John Chapman                          | Andy                                   | CBSのテレビ映画                           |
| 1977       | ルーツ Roots                                                 | Ol' George Johnson                     | ABCのミニシリーズ                         |
| 1977       | Baretta                                                      | Ray                                    | Episode: Guns and Brothersに客演          |
| 1980       | The Greatest Man in the World                                | Jimmy Schmurch                         | テレビ映画                                |
| 1980       | ロックパイル・ベトナム A Rumor of War                        | フィリップ・カプート                   | CBSのミニシリーズ                         |
| 1981       | BBC2 Playhouse                                               | 若きアメリカ人                         | "Mrs. Reinhardt"にて出演                  |
| 1983       | 警察署長 Chiefs                                              | ソニー・バッツ                         | CBSのミニシリーズ                         |
| 1985       | Robert Kennedy & His Times                                   | ロバート・ケネディ                     | CBSのミニシリーズ                         |
| 1985       | The New Alfred Hitchcock Presents                            | Arthur                                 | Arthur, or the Gigoloにて出演             |
| 1986       | トワイライト・ゾーン The Twilight Zone                       | Arthur Lewis                           | Button, Buttonに出演                      |
| 1986       | 許されざる復讐 Vengeance: The Story of Tony Cimo             | Tony Cimo                              | CBSのテレビ映画                           |
| 1987       | The Hitchhiker                                               | Jerry Rulac                            | Episode: Why Are You Here?                |
| 1987       | When the Time Comes                                          | Dean                                   | ABCのテレビ映画                           |
| 1988       | 軍事法廷/駆逐艦ケイン号の叛乱 The Caine Mutiny Court-Martial | Lt. Cmdr. Phillip Francis Queeg        | CBSのテレビ映画                           |
| 1989       | The Rainbow Warrior Conspiracy                               | Neil Travers                           | テレビ映画                                |
| 1989       | The Edge                                                     | Kenny                                  | テレビ映画                                |
| 1990       | 殺しのプロット/独裁者を消せ! The Plot to Kill Hitler         | クラウス・フォン・シュタウフェンベルク | CBSのテレビ映画                           |
| 1991       | 光と闇の十字架 Child of Darkness, Child of Light             | Dr. Phinney                            | テレビ映画                                |
| 1992       | テキサスの風 The Habitation of Dragons                       | George Tolliver                        | テレビ映画                                |

## 受賞歴
| 年   | 賞                               | 結果       | 部門                    | 作品                           |
| ---- | -------------------------------- | ---------- | ----------------------- | ------------------------------ |
| 1979 | 英国アカデミー賞                 | ノミネート | 新人俳優賞              | 『ミッドナイト・エクスプレス』 |
| 1979 | 英国アカデミー賞                 | ノミネート | 男優賞                  | 『ミッドナイト・エクスプレス』 |
| 1979 | ゴールデングローブ賞             | ノミネート | 主演男優賞 (ドラマ部門) | 『ミッドナイト・エクスプレス』 |
| 1979 | ゴールデングローブ賞             | 受賞       | 新人俳優賞              | 『ミッドナイト・エクスプレス』 |
| 1979 | カンザス・シティ映画批評家協会賞 | 受賞       | 俳優賞                  | 『ミッドナイト・エクスプレス』 |